# 吉田一平 (アナウンサー)
吉田 一平（よしだ いっぺい、1991年2月2日 - ）は、長野朝日放送のアナウンサー。

## 略歴・人物
奈良県に生まれ、その後大阪市で育つ。大阪市出身と紹介される。大阪教育大学附属高等学校天王寺校舎を経て、関西学院大学社会学部社会学科を卒業。
大阪教育大学附属高等学校天王寺校舎ではテニスに打ち込んでいた。
2014年に長野朝日放送にアナウンサーとして入社した。
『ザ・駅前テレビ』のリポーターなどを務め、2015年からは放送記者としても取材にあたるようになり、2021年9月7日付のブログにて同年10月1日から2022年9月30日まで稲垣貴大の後任として、テレビ朝日の記者として出向すると発表した。

## 現在の出演番組
- abnステーション（2017年4月7日 -　2021年9月30日、2022年10月6日 - ）
  - キャスター（金）（2017年4月7日 -　2021年3月27日）
  - 記者（2021年3月29日 -　2021年9月24日）
  - キャスター（木・金曜、2022年10月6日 - ）
  - キャスター（月 - 金曜、2023年4月3日 - ）
- abnニュース&天気予報

## 過去の出演番組
- おぉ!信州人
- ザ・駅前テレビ
- 駅前テレビ（2020年4月 - 2020年12月11日）
- いいね!信州スゴヂカラ（リポーター／不定期、2016年4月9日 -　2021年10月1日）[4]
- スポーツ中継（プロバスケットボール、バレーボール、高校野球）
- 駅テレマルシェ（2021年4月 - 2021年9月、2022年10月15日 - 2023年3月）サブMC